# حزاوي الدار (مسلسل)
حزاوي الدار مسلسل تراثي ملحمي بحريني إنتاج عام 1995.

## نبذة عن العمل
- قصص واقعية تطبق كقصة تراثية لتوصيل رسالة معينة لأسر ومسئولين وحكام وشعوب
- يناقش حب البلد والهوية التي لم يعرف قيمتها الكثير خصوصا من يتعمد في اندثارها
- تقديم قصص واقعية حدثت في زمن الماضي كتوثيق ونشر ثقافة تاريخ البحرين
- تخصيص حلقات معينة للأطفال واخرى للشباب وجميعها تشد كبار السن الذين تجذبهم

الأعمال التراثية التي تذكرهم بتاريخهم وبماضيهم وبحياتهم التي عاصروها وتعيد ذاكرتهم.
- قام بغناء أغنيات المسلسل فنانون مثل خالد الشيخ وأحلام الشامسي

## الممثلون
لطيفة المجرن
زهرة عرفات
يوسف بوهلول
علي الغرير
عبد الله ملك
شيماء سبت
مريم زيمان
أنور أحمد
ريم ارحمة
إبراهيم بحر
فضيلة المبشر
حسين الرفاعي
مبارك خميس
زينب العسكري
أحمد عيسى
شذى سبت
جمال الغيلان
خالد الرويعي
سعد البوعينين